# Invictus (film)
Pour les articles homonymes, voir Invictus.
Pour plus de détails, voir Fiche technique et Distribution.
Invictus est un film américano-sud africain, réalisé par Clint Eastwood et sorti en 2009. Les acteurs principaux sont Matt Damon et Morgan Freeman, jouant respectivement Francois Pienaar, capitaine de rugby de l'équipe nationale sud-africaine — les Springboks — et Nelson Mandela. La trame s'appuie sur un livre de John Carlin, Playing the Enemy, Nelson Mandela and the Game That Made a Nation, narrant les événements en Afrique du Sud avant et durant la Coupe du monde de rugby à XV de 1995.
Le titre invictus signifie en latin non vaincu ou invaincu, dont on ne triomphe pas. C'est également et avant tout le titre d'un poème, mentionné dans le film, composé par William Ernest Henley (1849–1903).
Le film se déroule en 1995. L'Afrique du Sud organise la coupe du monde de rugby à XV. Nelson Mandela commence son mandat en tant que président du pays. Contre l'opinion de ses partisans, il sent dans l'événement sportif la possibilité de créer un sentiment d'union nationale derrière l'équipe des Springboks, symbole durant plusieurs décennies des Blancs d'Afrique du Sud, de leur domination et de l'apartheid (1948-1991) : « One team, one country » (« Une équipe, un pays »).
Il a reçu de très nombreuses critiques élogieuses, et a été nommé deux fois aux Oscars, Freeman pour celui du meilleur acteur et Damon celui du meilleur second rôle masculin.

## Synopsis
Le 11 février 1990, Nelson Mandela (Morgan Freeman) est libéré de la prison Victor Verster (en) après avoir passé 27 ans en détention. Quatre ans plus tard, Mandela est élu premier président Noir d’Afrique du Sud. Sa présidence est confrontée à d’énormes défis dans l’ère post-apartheid, y compris la pauvreté endémique et la criminalité, et Mandela est particulièrement préoccupé par les divisions raciales entre les Sud-Africains noirs et blancs, qui pourraient conduire à la violence. La mauvaise volonté que les deux groupes ont l’un envers l’autre se voit même dans sa propre garde de sécurité où les relations entre les officiers blancs établis, qui avaient protégé les prédécesseurs de Mandela, et les soldats Noirs de l’ANC, sont glaciales et marquées par une méfiance mutuelle.
Alors qu’il assiste à un match entre les Springboks, l’équipe de rugby à XV du pays, et l’Angleterre, Mandela reconnaît que certains Noirs dans le stade encouragent l’Angleterre, et non leur propre pays, car les Springboks, majoritairement blancs, représentent les préjugés et l’apartheid dans leur esprit ; il remarque qu’il a fait de même alors qu’il était emprisonné à Robben Island. Sachant que l’Afrique du Sud est sur le point d’accueillir la Coupe du monde de rugby 1995 un an plus tard, Mandela persuade une réunion du Comité des sports sud-africain, nouvellement dominé par les Noirs, de soutenir les Springboks. Il rencontre ensuite le capitaine de l’équipe de rugby des Springboks, François Pienaar (Matt Damon), et laisse entendre qu’une victoire des Springboks en Coupe du monde unira et inspirera la nation. Mandela partage également avec Pienaar un poème britannique, Invictus, qui l’avait inspiré pendant son séjour en prison.
François et ses coéquipiers s’entraînent. Beaucoup de Sud-Africains, Noirs et Blancs, doutent que le rugby unisse une nation déchirée par près de cinquante ans de tensions raciales car pour de nombreux Noirs, en particulier les radicaux, les Springboks symbolisent la suprématie blanche. Mandela et Pienaar, cependant, soutiennent fermement leur théorie selon laquelle le jeu peut unir avec succès le pays sud-africain.
Les choses commencent à changer à mesure que les joueurs interagissent avec les fans et commencent à lier une amitié avec eux. Pendant les matchs d’ouverture, le soutien aux Springboks commence à croître parmi la population noire. Au deuxième match, tout le pays se réunit pour soutenir les efforts des Springboks et de Mandela. L’équipe de sécurité de Mandela s'unit également à mesure que les officiers de diversité raciale en viennent à respecter le professionnalisme et le dévouement de leurs camarades (les officiers blancs apprennent même à leurs collègues noirs les règles du rugby, ces derniers l'ignorant, ayant une préférence pour le football).
Sous les yeux de Mandela, les Springboks battent l’un de leurs grands rivaux – l’Australie, les champions en titre et connus sous le nom de Wallabies – lors de leur match d’ouverture. Ils continuent ensuite à défier tous les pronostics et, alors que Mandela mène des négociations commerciales à Taïwan, battent la France sous une pluie battante pour se qualifier pour la finale contre leur autre grand rival : la Nouvelle-Zélande, connue sous le nom de All Blacks. La Nouvelle-Zélande et l’Afrique du Sud étaient universellement considérées comme les deux plus grandes nations de rugby, les Springboks étant alors la seule équipe à avoir un bilan positif de victoires (20-19-2) contre les All Blacks, depuis leur première rencontre en 1921.
Pendant ce temps, un jour pendant le tournoi, l’équipe des Springboks se rend à Robben Island, où Mandela a passé les 18 premières de ses 27 années en prison. Là, Pienaar s’inspire de la volonté de Mandela et de son idée de maîtrise de soi dans Invictus. Pienaar mentionne son étonnement que Mandela « ait pu passer trente ans dans une cellule minuscule, et en sortir prêt à pardonner aux gens qui l’ont mis là ».
Soutenu par une foule nombreuse de toutes ethnies à l’Ellis Park Stadium de Johannesburg, Pienaar motive ses coéquipiers pour la finale. Le service de sécurité de Mandela s'émeut quand, juste avant le match, un Boeing 747-200 de South African Airways vole à basse altitude au-dessus du stade. Il ne s’agit cependant pas d’une tentative d’assassinat mais d’une démonstration de patriotisme, avec le message « Bonne chance, Bokke » – surnom afrikaans des Springboks – peint sur le dessous des ailes de l’avion. Mandela arrive également sur le terrain avant le match avec une casquette des Springboks et une réplique du maillot no 6 de Pienaar.
Les Springboks complètent leur série en battant les All Blacks 15-12 en prolongation, grâce à un drop goal du demi d'ouverture Joel Stransky. Mandela et Pienaar se rencontrent sur le terrain pour célébrer la victoire improbable et inattendue, et Mandela remet à Pienaar la Coupe William Webb Ellis car les Springboks sont maintenant les champions du monde de rugby à XV. La voiture de Mandela s’éloigne alors dans les rues embouteillées en quittant le stade. Il insiste sur le fait que rien ne presse quand son équipe de sécurité suggère de changer l’itinéraire en raison de la foule en liesse. Alors que Mandela regarde les Sud-Africains célébrer ensemble dans la rue depuis sa voiture, on l'entend à nouveau, en voix off, réciter Invictus.

## Fiche technique
- Titre original et francophone : Invictus
- Réalisation : Clint Eastwood
- Scénario : Anthony Peckham, d'après le livre Playing the Enemy: Nelson Mandela and the Game that Made a Nation de John Carlin, traduit sous le titre Déjouer l'ennemi : Nelson Mandela et le jeu qui a sauvé une nation
- Décors : James J. Murakami
- Costumes : Deborah Hopper
- Photographie : Tom Stern
- Montage : Joel Cox et Gary D. Roach
- Musique originale : Kyle Eastwood et Michael Stevens (en)[1]
- Production : Clint Eastwood, Robert Lorenz, Lori McCreary et Mace Neufeld
- Sociétés de production : Warner Bros., Spyglass Entertainment, Revelations Entertainment, Malpaso Productions, Liberty Pictures et Mace Neufeld Productions
- Société de distribution : Warner Bros.
- Genres : drame biographique et sportif
- Langues originales : anglais et afrikaans
- Format : couleur (Technicolor) — 35 mm — 2,39:1 — son Dolby Digital / DTS / SDDS
- Durée : 134 minutes
- Budget : 60 millions de dollars
- Dates de sortie[2] :
  -  États-Unis : 11 décembre 2009
  -  France : 13 janvier 2010
  -  Belgique : 13 janvier 2010
- Classification :
  -  États-Unis : PG-13
  -  France : tous publics

## Distribution
- Morgan Freeman (VF : Daniel Kamwa) : Nelson Mandela, le président sud-africain, aussi appelé Dada ou Madiba
- Matt Damon (VF : Damien Boisseau) : Francois Pienaar, le capitaine des Springboks
- Scott Eastwood (VF : Damien Hartmann) : Joël Stransky
- Tony Kgoroge (VF : Lucien Jean-Baptiste) : Jason Tshabalala, responsable de la sécurité de Mandela
- Patrick Mofokeng : Linga Moonsamy, garde du corps de Mandela
- Adjoa Andoh (VF : Souria Adèle) : Brenda Mazikubo, la chef de staff de Mandela
- Julian Lewis Jones (VF : Jérôme Keen) : Etienne Feyder, garde du corps de Mandela
- Matt Stern (VF : Jean-François Roubaud) : Hendrik Booyens, garde du corps de Mandela
- Patrick Lyster (VF : Hervé Bellon) : M. Pienaar
- Penny Downie : Mme Pienaar
- Marguerite Wheatley (VF : Camille Ravel) : Nerine
- Bonnie Henna : Zindzi, la fille de Mandela
- Leleti Khumalo : Mary
- Robert Hobbs : Willem, garde du corps
- Langley Kirkwood : George, garde du corps
- Robin Smith (VF : Philippe Catoire) : Johan de Villiers, le journaliste
- McNeil Hendriks : Chester Williams
- Zak Feau'nati (VF : Philippe Catoire) : Jonah Lomu
- Grant L. Roberts : Ruben Kruger
- Louis Minnaar : le coach des Springboks
- Stelio Savante : le commentateur de rugby (non crédité)
- David Dukas : le capitaine du 747
- Shakes Myeko : le ministre des sports
- Clint Eastwood : un homme dans la foule du stade[N 2] (caméo)

## Production

### Genèse et développement
Le film est l'adaptation cinématographique du livre Playing the Enemy: Nelson Mandela and the Game that Made a Nation de John Carlin.
Le scénario fut publié sur la Black List de 2007, un sondage sur les meilleurs scénarios non produits, sous le titre The Human Factor.

### Attribution des rôles
Nelson Mandela avait affirmé que seul Morgan Freeman pouvait l'incarner à l'écran. L'acteur, qui a été le premier engagé sur le film, retrouve Clint Eastwood après Impitoyable (1992) et Million Dollar Baby (2004).
Pour interpréter le père de Francois Pienaar, la production cherchait un acteur anglais connu, mais c'est finalement le Sud-Africain Patrick Lyster qui est choisi.
Le joueur de rugby à XV français Sébastien Chabal a affirmé qu'on lui a proposé un rôle dans le film, qu'il a refusé.

### Tournage
Le tournage débute en mars 2009 au Cap en Afrique du Sud. Il a également lieu à Robben Island, sur laquelle a été emprisonné Nelson Mandela, ainsi qu'à Johannesburg.

### Musique
La musique originale est composée par Kyle Eastwood et Michael Stevens (en). L'album contient également quelques chansons présentes dans le film.
Toutes les chansons sont écrites et composées par Kyle Eastwood et Michael Stevens (en), sauf exceptions notées.
| Liste des titres | Liste des titres                                           | Liste des titres                  | Liste des titres                                | Liste des titres            | Liste des titres | Liste des titres | Liste des titres | Liste des titres | Liste des titres |
| No               | Titre                                                      | Paroles                           | Musique                                         | Interprètes                 | Durée            |                  |                  |                  |                  |
| ---------------- | ---------------------------------------------------------- | --------------------------------- | ----------------------------------------------- | --------------------------- | ---------------- | ---------------- | ---------------- | ---------------- | ---------------- |
| 1.               | 9,000 Days                                                 | Dina Eastwood, Emile Welman       | Clint Eastwood, Michael Stevens                 | Overtone, Yollandi Nortjie  | 3:14             |                  |                  |                  |                  |
| 2.               | Invictus Theme                                             |                                   |                                                 |                             | 4:09             |                  |                  |                  |                  |
| 3.               | Colorblind                                                 | Daniel Po                         | Daniel Po                                       | Overtone                    | 3:24             |                  |                  |                  |                  |
| 4.               | Siyalinda (The Waiting)                                    |                                   |                                                 |                             | 2:28             |                  |                  |                  |                  |
| 5.               | World in Union 95                                          |                                   | Charlie Skarbek, Joseph Shabalala, Gustav Holst | Overtone & Yollandi Nortjie | 3:50             |                  |                  |                  |                  |
| 6.               | Madiba's Theme                                             |                                   |                                                 |                             | 1:17             |                  |                  |                  |                  |
| 7.               | Hamba Nathi                                                |                                   |                                                 | Overtone & Yollandi Nortjie | 1:35             |                  |                  |                  |                  |
| 8.               | Thanda (Love)                                              |                                   |                                                 |                             | 2:08             |                  |                  |                  |                  |
| 9.               | Shosholoza                                                 |                                   | Gobingca George Mxadana (arrangement)           | Overtone & Yollandi Nortjie | 3:30             |                  |                  |                  |                  |
| 10.              | Inkathi (Time)                                             |                                   |                                                 |                             | 2:34             |                  |                  |                  |                  |
| 11.              | Anderlecht Champion Aka Olé Olé Olé - We Are The Champions |                                   | Armath, J. Deja                                 | Overtone & Yollandi Nortjie | 2:06             |                  |                  |                  |                  |
| 12.              | Enqena (Anxious)                                           |                                   |                                                 |                             | 0:59             |                  |                  |                  |                  |
| 13.              | The South African National Anthem                          | Enoch Sontonga, C. J. Langenhoven | Enoch Sontonga, Marthinus Lourens de Villiers   | Overtone                    | 1:57             |                  |                  |                  |                  |
| 14.              | Ukunqoba (To Conquer)                                      |                                   |                                                 |                             | 2:32             |                  |                  |                  |                  |
| 15.              | Victory                                                    |                                   | Reuben Khemese                                  |                             | 4:01             |                  |                  |                  |                  |
| 16.              | Xolela (Forgiveness)                                       |                                   |                                                 |                             | 1:54             |                  |                  |                  |                  |
| 17.              | The Crossing (Osiyeza)                                     | Johnny Clegg                      | Johnny Clegg                                    | Overtone & Yollandi Nortjie | 2:18             |                  |                  |                  |                  |
| 18.              | 9,000 Days (version acoustique)                            |                                   |                                                 | Emile Welman                | 3:13             |                  |                  |                  |                  |
| 47:09            |                                                            |                                   |                                                 |                             |                  |                  |                  |                  |                  |

## Accueil

### Critique
Invictus a dans l'ensemble obtenu des critiques favorables dans les pays anglophones : le site Rotten Tomatoes lui attribue un pourcentage de 75 % dans la catégorie All Critics, basé sur 226 commentaires et une note moyenne de 6.6⁄10 et 87 % dans la catégorie Top Critics, basé sur 38 commentaires et une note moyenne de 6.9⁄10, tandis que le site Metacritic lui attribue une moyenne de 74⁄100, basé sur 34 commentaires.
L'accueil en France est plus modéré, le site AlloCiné lui attribue une moyenne de 4.1⁄5.

### Box-office
Au box-office américain, Invictus a rencontré un échec commercial avec seulement 37 491 364 dollars de recettes pour un budget de 60 millions de dollars, mais fonctionne mieux au box-office international avec 84 742 607 dollars de recettes, ce qui permet à Invictus de compenser son budget après les résultats décevants aux États-Unis.
En France, Invictus a rencontré un large public avec 3 110 394 entrées, ce qui est le plus grand succès du film à l'étranger.
Le film totalise 122 233 971 dollars de recettes mondiales.
| Pays ou région    | Box-office        | Date d'arrêt du box-office | Nombre de semaines |
| ----------------- | ----------------- | -------------------------- | ------------------ |
| États-Unis Canada | 37 491 364 $      | 25 mars 2010               | 15                 |
| France            | 3 110 394 entrées | -                          | 17                 |
| Total mondial     | 122 233 971 $     | -                          | -                  |

## Distinctions
Source et distinctions complètes : Internet Movie Database

### Récompenses
- 81e cérémonie des National Board of Review Awards :
  - Meilleur film pour la liberté d'expression
  - Meilleur réalisateur : Clint Eastwood
  - Meilleur acteur : Morgan Freeman

Autres
- ESPY Awards : meilleur film sportif
- NAACP Image Awards : meilleur acteur pour Morgan Freeman
- Black Reel Awards 2010 : meilleur acteur pour Morgan Freeman

### Nominations
- 82e cérémonie des Oscars sont :
  - Oscar du meilleur acteur en 2010 pour Morgan Freeman
  - Oscar du meilleur acteur dans un second rôle en 2010 pour Matt Damon

- 68e cérémonie des Golden Globes :
  - Golden Globe du meilleur acteur dans un film dramatique en 2010 pour Morgan Freeman
  - Golden Globe du meilleur acteur dans un second rôle en 2010 pour Matt Damon
  - Golden Globe du meilleur réalisateur en 2010 pour Clint Eastwood

Les autres nominations sont :
- David di Donatello du meilleur film étranger en 2010
- César du meilleur film étranger en 2011
- Washington D.C. Area Film Critics Association Award du meilleur acteur pour Morgan Freeman
- Washington D.C. Area Film Critics Association Award du meilleur réalisateur pour Clint Eastwood
- Screen Actors Guild Award du meilleur acteur pour Morgan Freeman
- Screen Actors Guild Award du meilleur acteur dans un second rôle pour Matt Damon
- Critics' Choice Movie Award du meilleur film
- Critics' Choice Movie Award du meilleur réalisateur pour Clint Eastwood
- Critics' Choice Movie Award du meilleur acteur pour Morgan Freeman
- Critics' Choice Movie Award du meilleur acteur dans un second rôle pour Matt Damon

## Commentaires

### Incohérences et anachronismes
- Avant le début de la compétition, l'équipe d'Afrique du Sud est présentée comme mauvaise. Or, si les Springboks perdent contre l'Angleterre le 4 juin 1994 à Pretoria sur le score de 32 à 15, ils l'emportent 27 à 9 une semaine plus tard au Cap lors du second test-match[14]. Entre ce match et le début de la Coupe du monde, les Springboks effectuent une tournée d'hiver en Nouvelle-Zélande : ils sont défaits par les All Blacks à Christchurch et Wellington, mais obtiennent le match nul à Auckland[15].

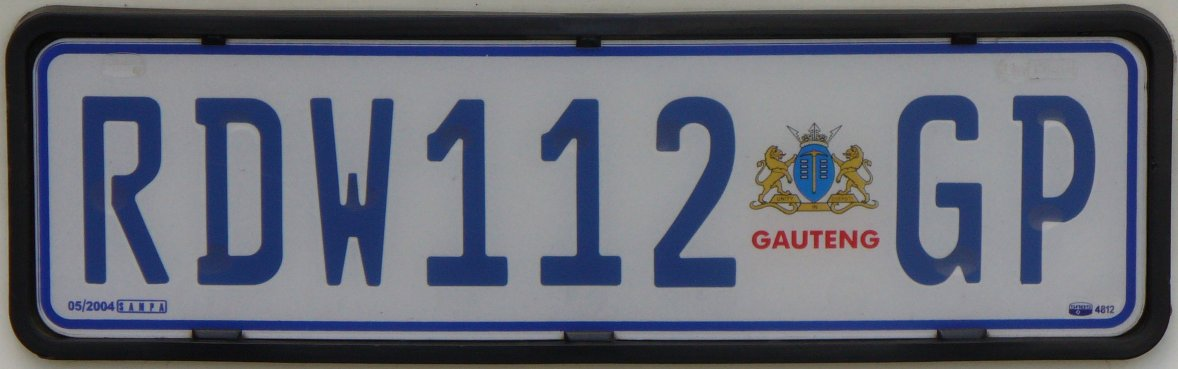
Plaque d'immatriculation de la province du Gauteng.

- Au moment où les joueurs de l'Afrique du Sud s'entraînent le long de la route, on aperçoit une BMW Série 5, une Renault Mégane Scenic et un Land Rover de dernière génération, ainsi qu'une Hyundai Getz, véhicule sorti en 2003. Les plaques d'immatriculation automobiles des véhicules de la présidence sont à un moment celles de la toute nouvelle province du Gauteng, alors que ces modèles de plaque (indicatif : GP) comprenant le blason de la province (officialisé le 17 juillet 1995) et remplaçant celles du Transvaal (indicatif : T) ne furent en usage qu'à partir de 1997.

- Lors de la demi-finale opposant l'Afrique du Sud à la France, l'arbitrage de M. Derek Bevan est contesté. Un essai du Français Abdelatif Benazzi est refusé alors que la vidéo montre qu'il est valable. Pourtant cet arbitre est ensuite qualifié de « meilleur arbitre du monde » par Louis Luyt. Celui-ci lui offrira une montre en or d'une valeur de 30 000 €, ainsi qu'un mois de vacances en famille aux frais de la fédération sud-africaine[16]. Pour autant, la contestation fut réelle : lors du gala qui suivit la finale, Luyt invita Bevan à monter sur scène pour le récompenser de la montre en or ; en réaction, de nombreuses personnes, dont Bevan, quittèrent la salle[17],[18].

- Dans les minutes qui précèdent la finale, les gardes du corps de Nelson Mandela sont surpris par le survol, à basse altitude, de l'Ellis Park par un B747 de la SAA et commencent à paniquer. En réalité, cette manœuvre a été effectuée à plus haute altitude et était prévue[19].

- Plusieurs supporters All Blacks sont munis de drapeaux comportant un logo apparu plusieurs années après le match. Le terme « All Black » n'a été remplacé par « New Zealand All Blacks » que dix ans après.

- À la fin du film, après la finale gagnée par les Springboks, les rues se remplissent de supporters pour célébrer la victoire. On y voit un supporter sud-africain vêtu d'un maillot Sprinboks avec une virgule Nike. Or l'équimentier américain a été partenaire de l'équipe d'Afrique du Sud deux ans après, à partir de 1997, jusqu'en 2003. À l'époque de la Coupe du Monde 1995, l'équipe d'Afrique du Sud était équipée par la firme britannique, Cotton Traders.
- Un facteur significatif concernant la condition physique des All Blacks est omis : l'équipe a subi une intoxication alimentaire collective deux jours avant la finale, et plusieurs joueurs ont vomi sur le terrain[réf. souhaitée]. D'après la presse britannique, ils auraient été empoisonnés par une serveuse prénommée Suzie[20],[21].

- À la fin du film lorsque Nelson Mandela est dans la voiture entourée d’une foule de supporters célébrant la victoire des Springboks juste avant qu’il ne dise : I'm the master of my fate, I'm the Captain of my soul[22], un figurant qui traverse devant la voiture qui le conduit, est vêtu du maillot vert de l'équipe de football des lions indomptables du Cameroun avec laquelle ils ont gagné Coupe d'Afrique des nations de football 2000 et la médaille d’or aux jeux olympiques d'été 2000, on voit le maillot de dos avec les couleurs vert et motifs jaune et le sigle jaune de l’équipementier sportif.

- Le film ne retrace pas le banquet officiel d'après le match où les équipes de Nouvelle-Zélande, France et Angleterre quittèrent la salle pour protester contre l'arrogance de Louis Luyt.

- Les rôles de Morné du Plessis et Kitch Christie dans la victoire des Springboks sont totalement occultés.
- Pendant la finale, on voit une remise en jeu disputée et le sauteur néo-zélandais est soulevé ce qui lui permet d'assurer sa prise de balle. Or il était à l'époque interdit de soulever les sauteurs en touche.
- Francois Pienaar mesure 1,90 mètre, Matt Damon seulement 1,78 mètre.